# Parajuresania
Parajuresania is een geslacht van uitgestorven brachiopoden, dat leefde tijdens het Laat-Carboon.

## Beschrijving
Deze drie centimeter lange brachiopode kenmerkt zich door de enigszins holle armklep en een sterk bolle steelklep. Deze steekt slechts weinig over en bevat ondiepe, op de middellijn liggende sulci (verdiept gedeelte van het buitenoppervlak). Beide kleppen zijn voorzien van een krachtige oppervlaktestructuur, samengesteld uit concentrische rijen elkaar overlappende stekels, met naar de voorrand toe steeds in het oog springende concentrische ringen. Het geslacht kwam voor in zachte sedimenten.